# Éditions du Dauphin
 (mai 2017).
Les éditions du Dauphin sont une maison d'édition française indépendante d'ouvrages spécialisés en santé, bien-être, développement personnel, psychologie, spiritualité, vie pratique, environnement, ésotérisme et initiation aux langues étrangères
Située à Paris, elle a été fondée en 1935 et pris le statut de Sarl en 1963.
Elle est l'éditeur de la première édition de la Guerre du Feu de J.-H. Rosny Ainé en 1951 qui inspiré le film homonyme de Jean-Jacques Annaud.

## Collections
- Dictionnaires à tout faire
- Langues express
- Psychologie jungienne / La Fontaine de Pierre

## Auteurs notables
- Kirane Grover Gupta
- Marie-Antoinette Mulot
- Étienne Perrot
- Marie-Louise von Franz
- Jean-Pierre Willem